# Condado de McCormick
O Condado de McCormick é um dos 46 condados do Estado americano da Carolina do Sul. A sede do condado é McCormick, e sua maior cidade é McCormick. O condado possui uma área de 1 020 km² (dos quais 89 km² estão cobertos por água), uma população de 9 958 habitantes, e uma densidade populacional de 11 hab/km² (segundo o censo nacional de 2000). O condado foi fundado em 1916.